# Chrysanthrax vulpinus
Chrysanthrax vulpinus är en tvåvingeart som först beskrevs av Daniel William Coquillett 1892.  Chrysanthrax vulpinus ingår i släktet Chrysanthrax och familjen svävflugor.
Artens utbredningsområde är Kalifornien. Inga underarter finns listade i Catalogue of Life.